# Franklin Park (Pennsilvània)
Franklin Park és una població dels Estats Units a l'estat de Pennsilvània. Segons el cens del 2000 tenia 11.364 habitants.

## Demografia
Segons el cens del 2000, Franklin Park tenia 11.364 habitants, 3.866 habitatges, i 3.282 famílies. La densitat de població era de 323,1 habitants per quilòmetre quadrat.
Dels 3.866 habitatges en un 45,2% hi vivien nens de menys de 18 anys, en un 78% hi vivien parelles casades, en un 4,9% dones solteres, i en un 15,1% no eren unitats familiars. En el 13,2% dels habitatges hi vivien persones soles el 5,3% de les quals corresponia a persones de 65 anys o més que vivien soles. El nombre mitjà de persones vivint en cada habitatge era de 2,93 i el nombre mitjà de persones que vivien en cada família era de 3,23.
Per edats la població es repartia de la següent manera: un 30,8% tenia menys de 18 anys, un 4,5% entre 18 i 24, un 25,7% entre 25 i 44, un 29,6% de 45 a 60 i un 9,4% 65 anys o més.
L'edat mediana era de 40 anys. Per cada 100 dones de 18 o més anys hi havia 95,2 homes.
La renda mediana per habitatge era de 87.627 $ i la renda mediana per família de 94.521 $. Els homes tenien una renda mediana de 77.517 $ mentre que les dones 40.828 $. La renda per capita de la població era de 37.924 $. Entorn del 2,3% de les famílies i el 3,1% de la població estaven per davall del llindar de pobresa.

## Poblacions més properes
El següent diagrama mostra les poblacions més properes.